# Eupithecia festiva
Mesoptila festiva là một loài bướm đêm trong họ Geometridae.